# Матерада
Матерада (итал. Matterada) је насељено место у Републици Хрватској у Истарској жупанији. Административно је у саставу града Умага.

## Географија
Матерада се налази код Умага на путу Умаг—Бује, код раскрснице путева за Бртониглу и Ловречицу, на надморској висини од 70 метара. Становници се баве традиционалном пољопривредом (гаје винову лозу и маслине).

## Историја
Подручје је било насељено у присторији, антици и раном средњем бвеку. Први се пут помиње у 12. веку у путопису Идрисија. Жупна црква Блажене Девице Марије од Снега изграђена је на месту некадашње из које потичу по један глагољски натпис из 1531. и 1535. Обновљена је и проширена 1664, а проджена 1941. У 17. веку међу избеглицама пред Османлијама населила се породица Томица (Tomizza) пореклом из млетачке Албаније. У Јурицанима код Матерада рођен је Фулвио Томица, који је у роману Матерада овековечио део историје 20. века тог краја.

## Становништво
Према последњем попису становништва из 2011. године у насељу Матерада живела су 133 становника у 61. домаћинставу.
Кретање броја становника по пописима 1857—2001.
| година пописа  | 1857. | 1869. | 1880. | 1890. | 1900. | 1910. | 1921. | 1931. | 1948. | 1953. | 1961. | 1971. | 1981. | 1991. | 2001. | 2011. |
| бр. становника | 518   | 553   | 182   | 265   | 222   | 297   | 1173  | 1169  | 252   | 200   | 186   | 130   | 125   | 124   | 129   | 133   |

Напомена: У 1857, 1869. 1921. и 1931. садржи податке за насеља Чепљаљни, Јурицани и Вардица, а 1880 и 1890. део података насељу Јурицани.